# Borgne (kommun)
Borgne är en kommun i Haiti.   Den ligger i departementet Nord, i den norra delen av landet, 140 km norr om huvudstaden Port-au-Prince. Antalet invånare är 60 860. Arean är 202 kvadratkilometer.
Terrängen i Borgne är huvudsakligen kuperad, men österut är den bergig.